# Ансамбль Гамаліївського монастиря
Ансамбль Гамаліївського монастиря — ансамбль мурованих споруд Гамаліївського монастиря — усипальниці родини Скоропадських у с. Гамаліївка Шосткинського району на Сумщині.
Архітектурний комплекс Гамаліївського Харлампіївського монастиря — пам'ятка архітектури національного значення.

## Опис
У єдиному захороненні гетьманів в Україні розміщено усипальницю двох гілок родини Скоропадських.

## Заповідник
У січні 2010 року Президентом України Віктором Ющенком було видано Указ № 4/2010 «Про деякі питання збереження ансамблю пам'яток Гамаліївського Харлампієвого монастиря», що передбачав вивільнення Шосткинською виправною колонією № 66 приміщень та споруд колишнього Гамаліївського Харлампієвого монастиря з опрацюванням питання забезпечення прав релігійних громад щодо користування монастирськими культовими будівлями.
Для вирішення цих питань до Державного бюджету України 2010 та наступних років мали виділятись кошти, необхідні для фінансування заходів, пов'язаних із реставрацією, реабілітацією, ремонтом та збереженням пам'яток ансамблю монастиря.
З червня 2019 року починає функціонувати державний історико-культурний заповідник «Державотворці Сіверщини», що включає «Ансамбль Гамаліївського монастиря» в с. Гамаліївка Шосткинського району та пам'ятки архітектури міста Шостка на Сумщині.